# Dorfkirche Cordobang

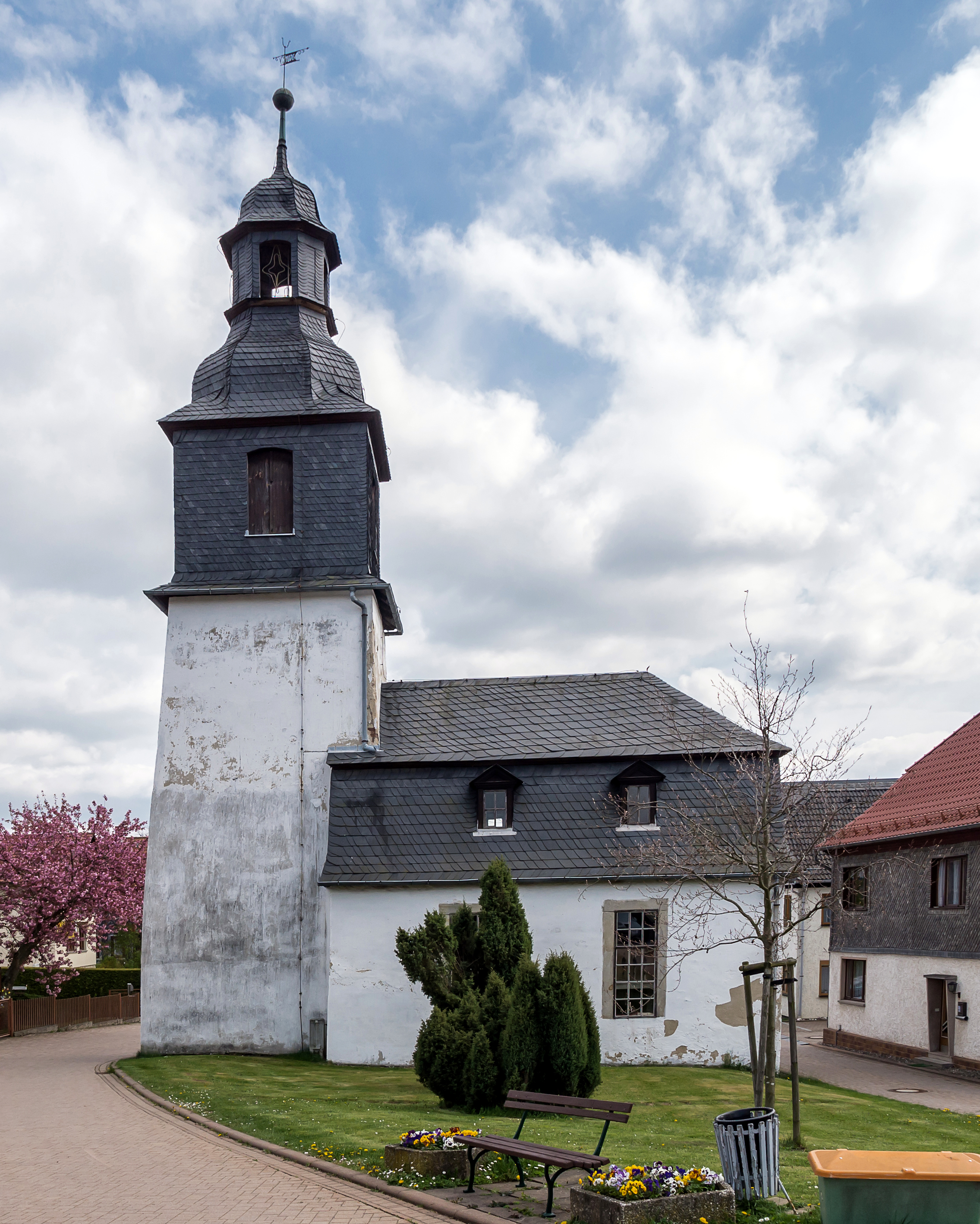
Dorfkirche Cordobang

Die evangelisch-lutherische Dorfkirche Cordobang steht in Cordobang, einem Ortsteil der Stadt Bad Blankenburg im Landkreis Saalfeld-Rudolstadt in Thüringen. Die Filialkirche ist ein Kulturdenkmal. Die Kirchengemeinde Cordobang gehört zum Pfarrbereich Bad Blankenburg im Kirchenkreis Rudolstadt-Saalfeld der Evangelischen Kirche in Mitteldeutschland.

## Beschreibung
Eine erste Erwähnung des Ortes mit einer Wehrkirche findet sich im Jahr 1074. Das nächste Mal wird die Kirche dann 1653 genannt. Durch einen Brand wurde 1780 das Kirchenschiff zerstört, das im selben Jahr wieder aufgebaut wurde. Die damals angeschaffte große Glocke musste im 1. Weltkrieg abgeliefert werden. Die 1795 erworbene Glocke blieb bis heute erhalten.
Die Kirche hat einen Chorturm, der sich nach oben verjüngt. Das kleine Kirchenschiff wurde nach dem Brand von 1780 mit einem steilen, abgewalmten Mansarddach neu errichtet. Das Erdgeschoss des Turms ist mit einem  Tonnengewölbe überspannt. An der Ostwand befinden sich hohe Rundbogenfenster, an der Südwand sind es Vorhangbogenfenster. Der Chor ist durch einen runden Triumphbogen zum Langhaus geöffnet. Ein hölzernes Tonnengewölbe überdeckt das Langhaus, das mit zweigeschossigen, dreiseitigen Emporen ausgestattet ist.
Das Positiv mit 3 Registern wurde 1979 von Orgelbau Schönefeld erworben.